# Limenitis viridis
Limenitis viridis är en fjärilsart som beskrevs av John Kern Strecker 1878. Limenitis viridis ingår i släktet Limenitis och familjen praktfjärilar. Inga underarter finns listade i Catalogue of Life.